# Альберти-Казеллати, Мария Элизабетта
Мари́я Элизабе́тта Альбе́рти (итал. Maria Elisabetta Alberti), по мужу Казелла́ти (итал. Casellati; род. 12 августа 1946, Ровиго, Венеция) — итальянский юрист и политик, председатель Сената Италии (2018—2022), первая женщина в истории Италии на этом посту.

## Биография
Родилась 12 августа 1946 года в Ровиго, получила высшее юридическое образование в Феррарском университете, изучала каноническое право в Папском Латеранском университете. Работала в Падуанском университете по специальности «Каноническое и церковное право».
Стала известным адвокатом, специалистом по семейному праву. В частности, она занималась разводом футболиста Стефано Беттарини и актрисы Симоны Вентура.
В 1994 году впервые избрана в Сенат при поддержке партии Берлускони «Вперёд, Италия», впоследствии неизменно подтверждала свой мандат, пропустив в 1996 году только один созыв, а в сентябре 2014 года досрочно оставила парламентскую работу после избрания в Высший совет магистратуры. 
С 21 марта 2013 года по 25 сентября 2014 года являлась секретарём президиума Сената, в партии занимала должности члена Национальной коллегии арбитров и национального директора Департамента здравоохранения.
В 2004—2006 годах — младший государственный секретарь в Министерстве здравоохранения второго и третьего правительств Берлускони, а с 12 мая 2008 по 16 ноября 2011 года — в Министерстве юстиции четвёртого правительства Берлускони.
14 сентября 2014 года избрана по парламентской квоте в состав Высшего совета магистратуры, получив 489 голосов на совместном заседании обеих палат парламента (около 75 %). В 2018 году переизбрана в Сенат.
4 марта 2018 года по итогам парламентских выборов вновь избрана в Сенат в области Венеция.
24 марта 2018 года избрана председателем Сената, получив 240 из 319 голосов сенаторов и став первой в истории Италии женщиной на этом посту (втором по значимости в стране), а также женщиной, достигшей наивысшей государственной должности в истории Италии.
18 апреля 2018 года президент Маттарелла поручил Альберти-Казеллати предварительно исследовать возможность формирования правительства на основе блока правоцентристов и Движения пяти звёзд (последнее немедленно заявило, что участие Берлускони в новом кабинете исключено).
В 2022 была внесена кандидатом в списки голосования за президента Итальянской республики.
13 октября 2022 года председателем Сената нового XIX созыва избран Иньяцио Ла Русса.
22 октября 2022 года при формировании правительства Мелони Альберти-Казеллати была назначена министром без портфеля по институциональным реформам.

## Награды
- Дама Большого креста Константиновского ордена Святого Георгия (орден вручил 28 февраля 2019 года принц Карло Бурбон-Сицилийский[10])